# Pirates de Langkasuka
Pour plus de détails, voir Fiche technique et Distribution.
Pirates de Langkasuka (ปืนใหญ่จอมสลัด, Puen yai jom salad) est un film d'action fantastique et de pirates thaïlandais réalisé par Nonzee Nimibutr, sorti en 2008.

## Synopsis
Il y a 400 ans, la péninsule malaise (Sud de la Thaïlande et Malaisie) est constituée de plusieurs cités-états qui se font la guerre; le golfe du Siam (golfe de Thaïlande) est infesté de pirates.
Cependant la plus puissante des cités-états, Langkasuka (Royaume de Patani), dirigée par la Reine Hijau et ses deux sœurs, les princesses Biru et Ungu, parvient à vivre en paix.
En 1593, pour défendre les murailles de la ville, les souveraines commandent des canons, dont l'énorme Phaya Tani, au hollandais Janis Bree. Mais le bateau est coulé par les pirates de l'impitoyable Corbeau Noir. Les canons disparaissent au fond de la mer.
Quelques années plus tard, les attaques contre Langkasuka se multiplient : les tentatives d'assassinat de la reine sont nombreuses mais heureusement déjouées par le fidèle général Jarang et son second Ramong; Corbeau Noir et le prince de Rawai se préparent à envahir la cité. La Reine Hijau, aidée par le sultan de Pahung et Paree, un jeune pêcheur connaissant la magie du dolum, contrattaque et résiste...

## Fiche technique
Sauf indication contraire, les informations mentionnées dans cette section peuvent être confirmées par la base de données cinématographiques IMDb,  présente dans la section « Liens externes ».
- Titre : Pirates de Langkasuka
- Titre original : ปืนใหญ่จอมสลัด (Puen yai jon salad)
- Titres anglais : Queens of Langkasuka[2] / Legend of the Tsunami Warrio / The Tsunami Warrior
- Réalisation : Nonzee Nimibutr
- Scénario : Win Lyovarin et Kongdej Jaturanrasamee
- Production : Nonzee Nimibutr
- Musique : Chatchai Pongprapaphan
- Photographie : Natthakit Preechacharoenwat
- Montage : Nonzee Nimibutr
- Société de distribution : Sahamongkol Film International[3]
- Pays d'origine : Thaïlande
- Format : Couleurs - 35 mm
- Genre : Action, aventure, fantastique et historique
- Durée : 114 minutes
- Date de sortie : 
  -  Thaïlande : 12 août 2008
  -  France : 11 février 2010 (première à Nantes), 2010 (DVD)[4]

## Distribution[5],[6]
- Jarunee Suksawat[7] (Jarunee Suksawas ou Caroline Desneiges) (จารุณี  สุขสวัสดิ์) : Reine Hijau
- Jacqueline Apithananon (แจ็คเกอลิน  อภิธนานนท์) : Princesse Biru
- Anna Reese : Princesse Ungu
- Chupong Changprung  (ชูพงษ์ ช่างปรุง / Dan Chupong) : Général Jarang
- Suwinit Panjamawat : Le second Ramong
- Ananda Everingham (อนันดา เอเวอริ่งแฮม) : Paree
- Porntip Papanai : La mère de Paree
- Sorapong Chatree : Le maître du dolum (Raie Blanche / Raie Noire), maître de Paree
- Jakrit Panichpatikam (จักรกฤษณ์  พณิชย์ผาติกรรม) : Le génial inventeur, Lim Kium
- Preecha Katkam : Oncle Anjar
- Jesadaporn Pholdee (ติ๊ก เจษฎาภรณ์ ผลดี / Tik Jesdaporn Pholdee / Chetsadaphon Phondi) : Prince Pahung (Sultan de Pahang)
- Winai Kraibutr : Le pirate Corbeau Noir
- Supakorn Kitsuwon : Le chef des pirates Yahol
- Ake Oree (เอก  โอรี) : Prince Rawai
- Pimpan Chalaikupp : Dame de compagnie
- Chartchai Ngamsan  : Émissaire de Songkla